# NGC 7005
NGC 7005 – grupa gwiazd znajdująca się w gwiazdozbiorze Wodnika, klasyfikowana jako gromada otwarta lub asteryzm. Odkrył ją Heinrich Louis d’Arrest 23 sierpnia 1855 roku. Do grupy należą trzy gwiazdy o jasnościach około 10m oraz kilka rozrzuconych wokół słabszych gwiazd. NGC 7005 znajduje się w odległości około 3,4 tys. lat świetlnych od Słońca oraz 25,1 tys. lat świetlnych od centrum Galaktyki.